# シー・アクアリウム

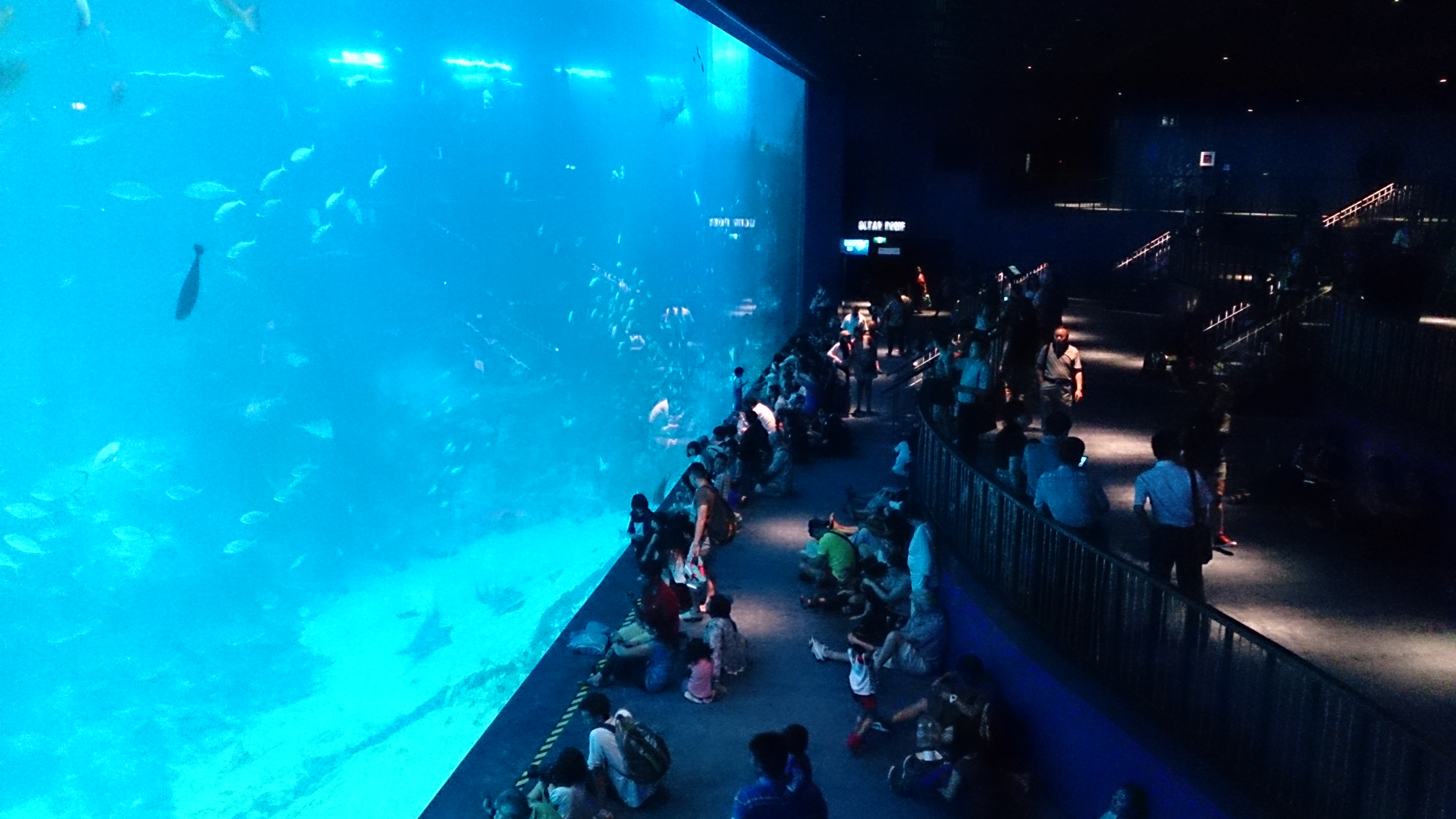
世界最大であったアクリルパネル

シー・アクアリウム（S.E.A. Aquarium）は、シンガポール、セントーサ島のリゾート・ワールド・セントーサ内に位置する水族館。2014年に中国の珠海長隆海洋王国が開館するまではアトランタのジョージア水族館を超え世界最大の水族館だった。

## 歴史
館内最大の水槽には幅36メートル（118フィート）、高さ8.3メートル（27フィート）のアクリルパネルが使われており、2014年に中国の珠海長隆海洋王国が開館するまで世界最大のアクリルパネルであった。この水槽にはブラックマンタを含むナンヨウマンタ、イタヤラを始めとした大型水生生物を飼育している。開館前はジンベエザメの飼育も視野に入れていたが、2009年にこの案を廃止した。

## ギャラリー

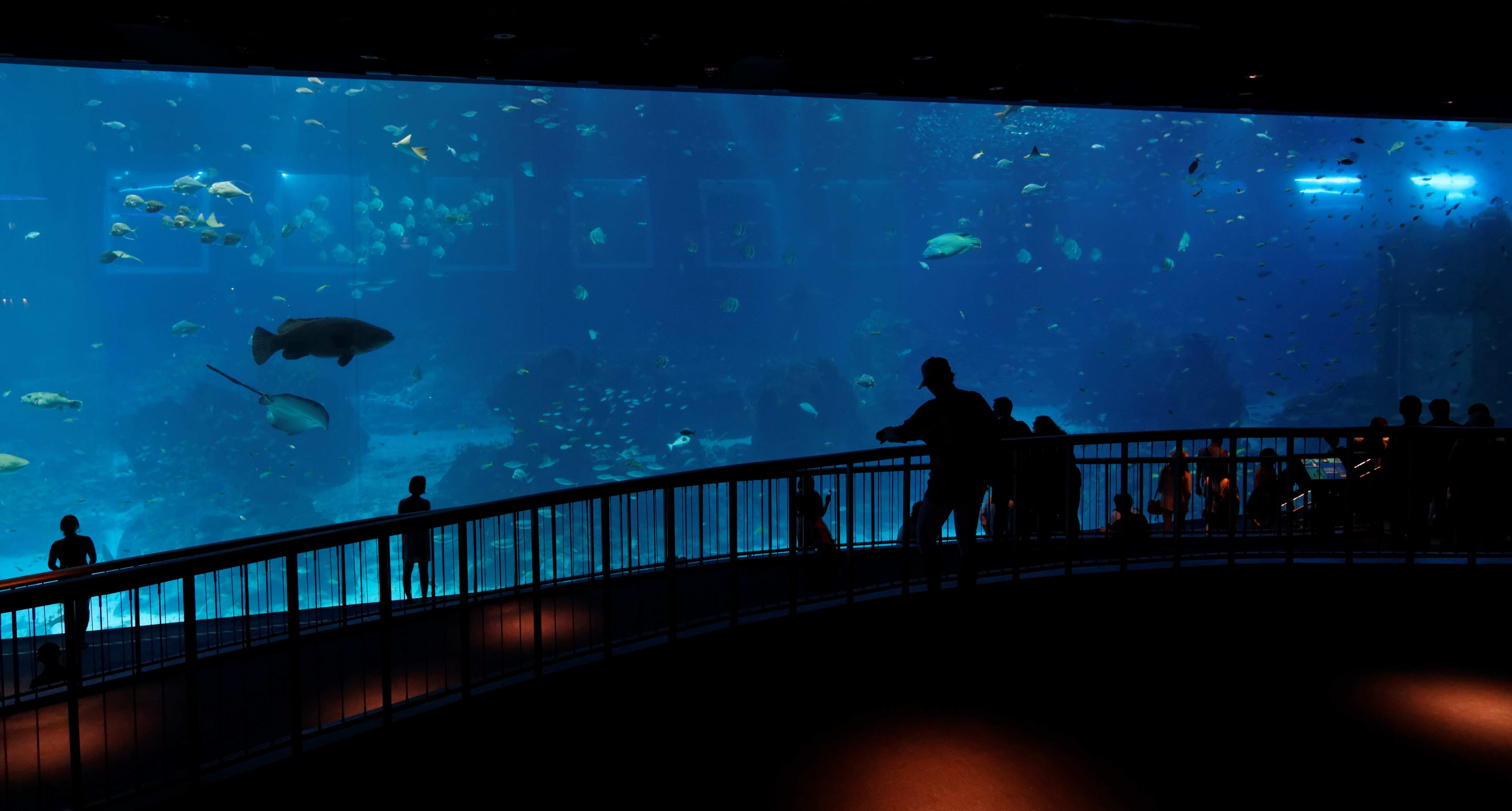
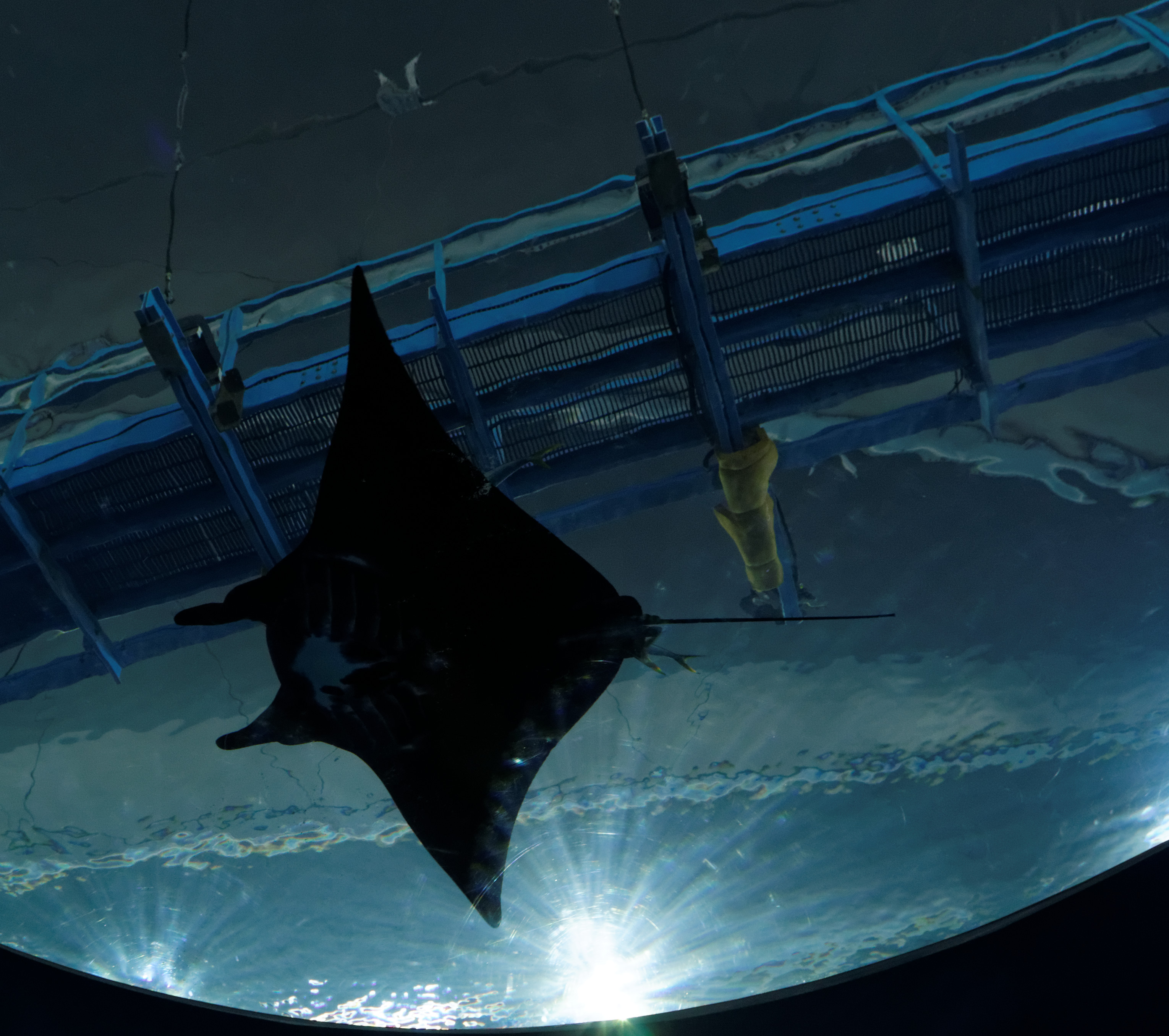
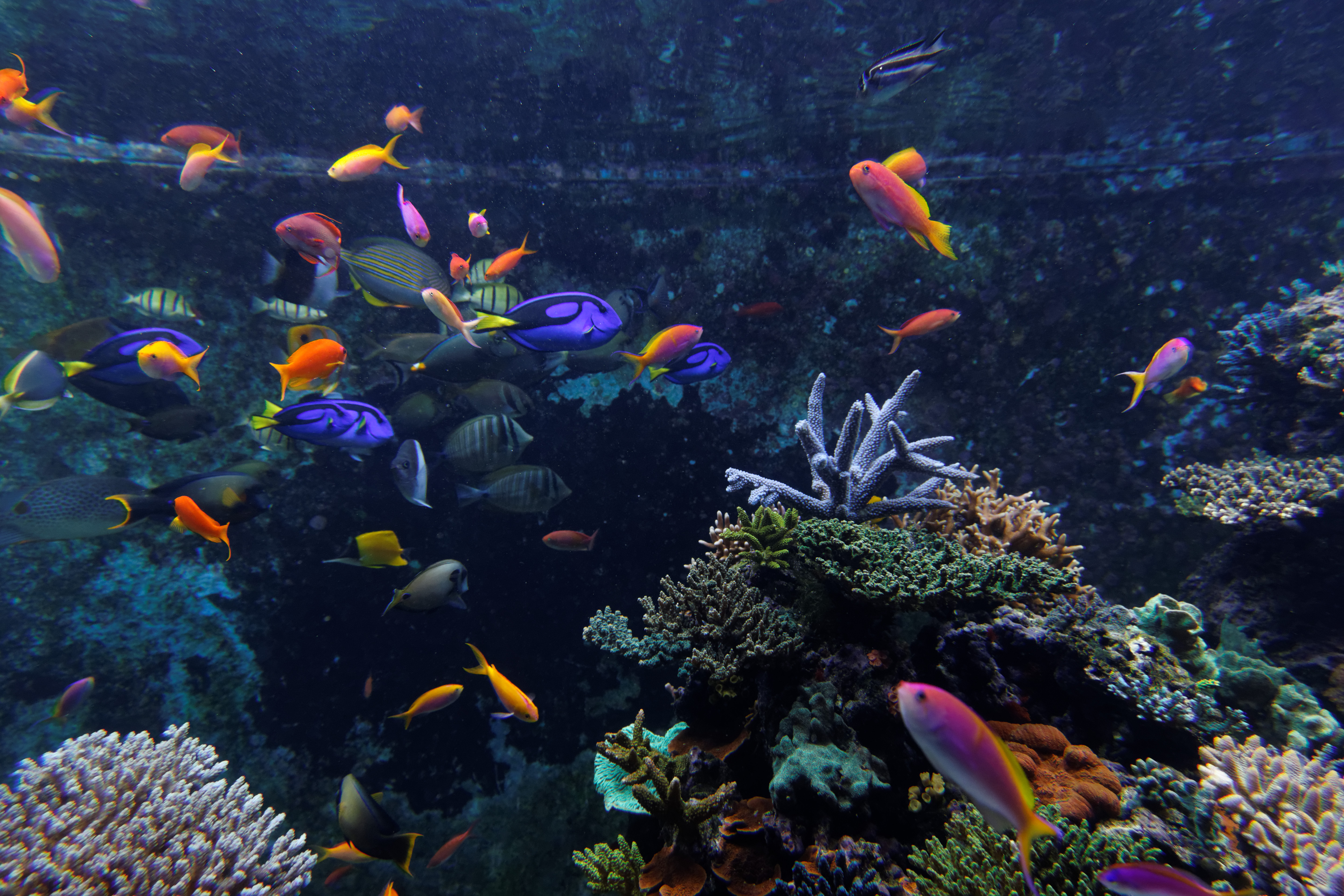
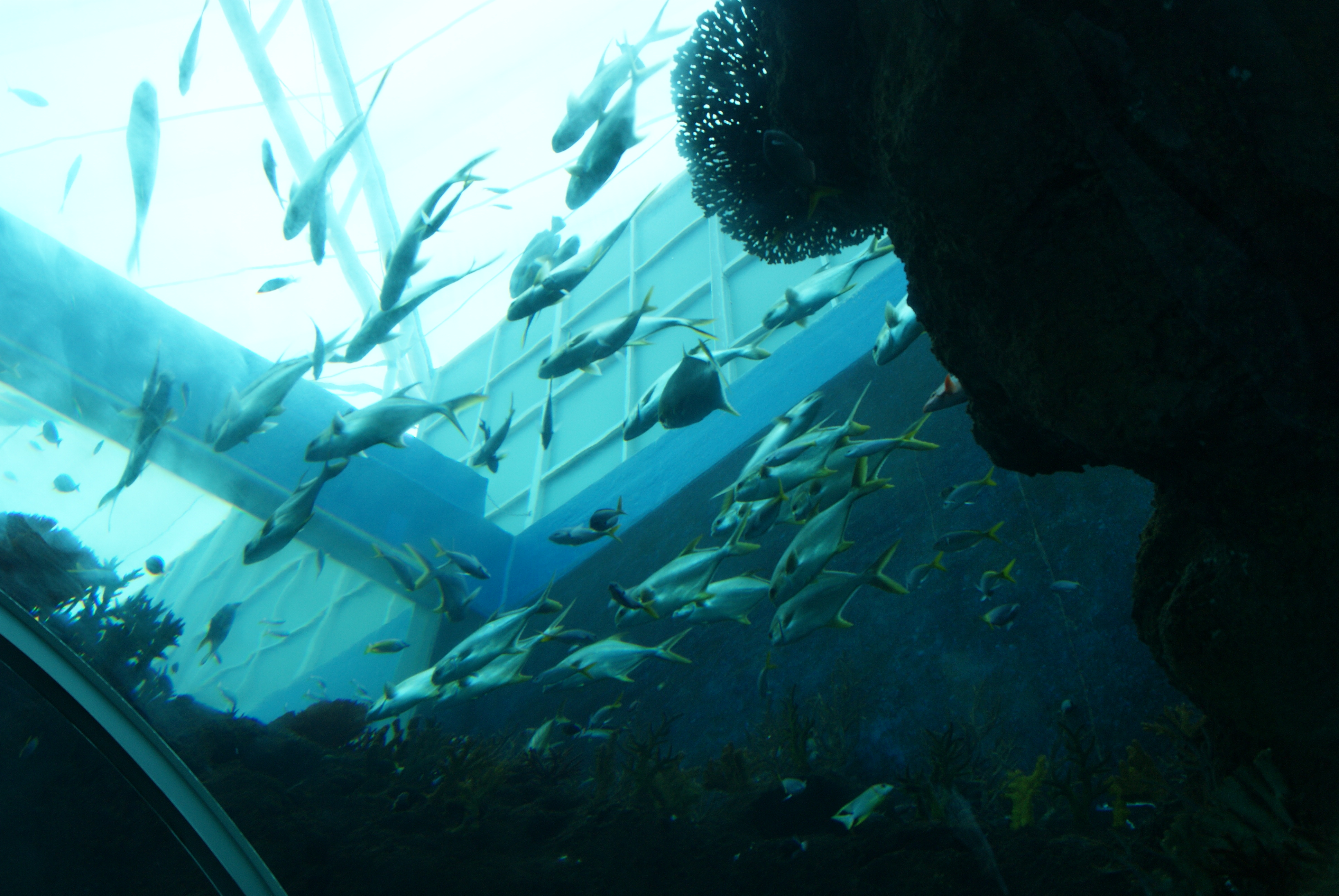
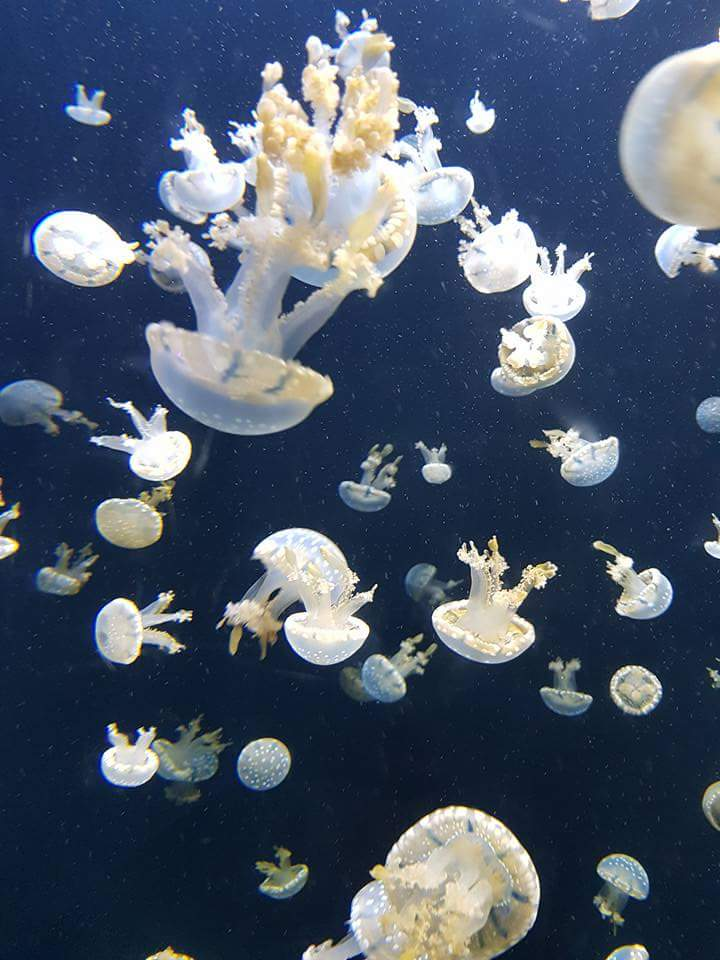
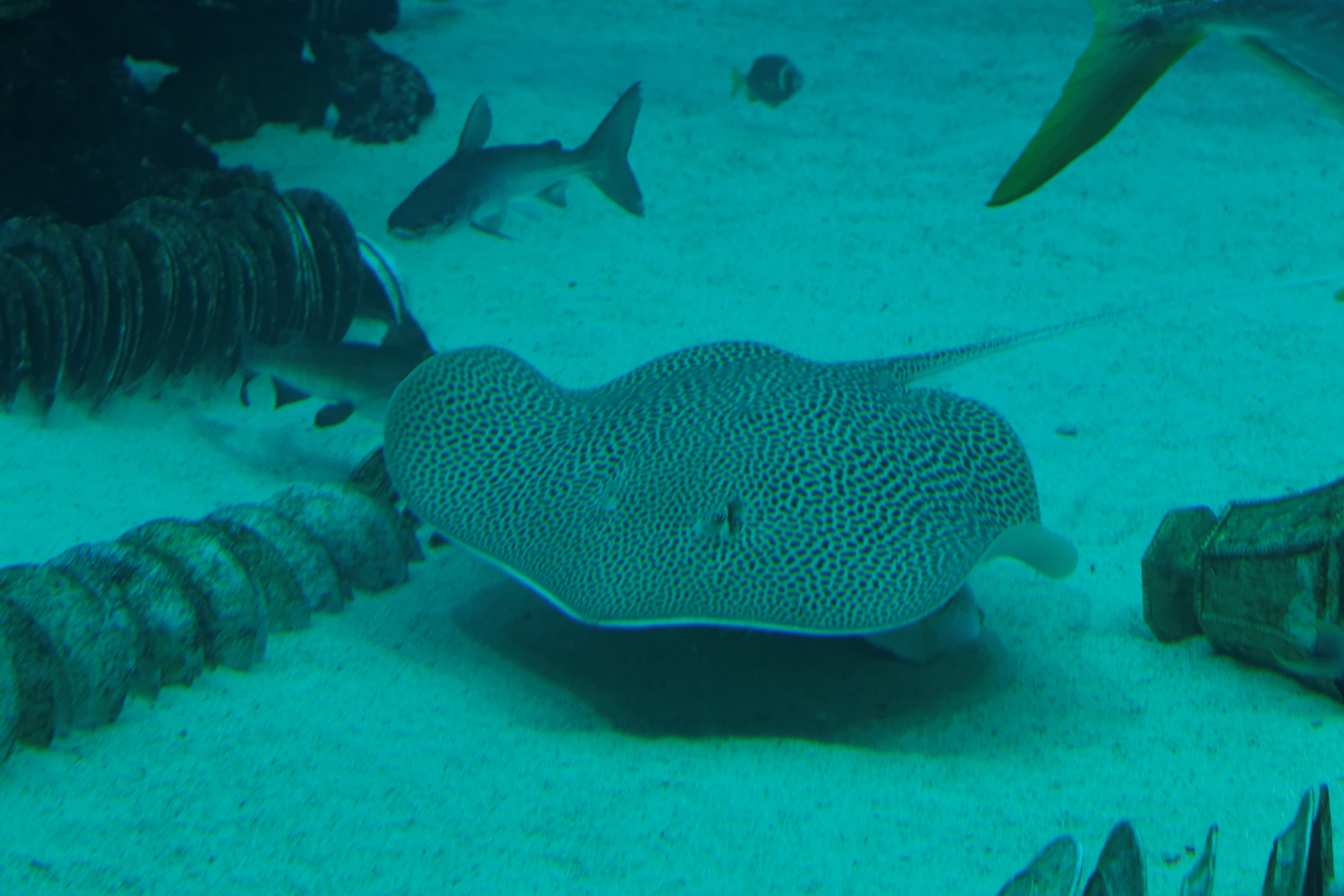
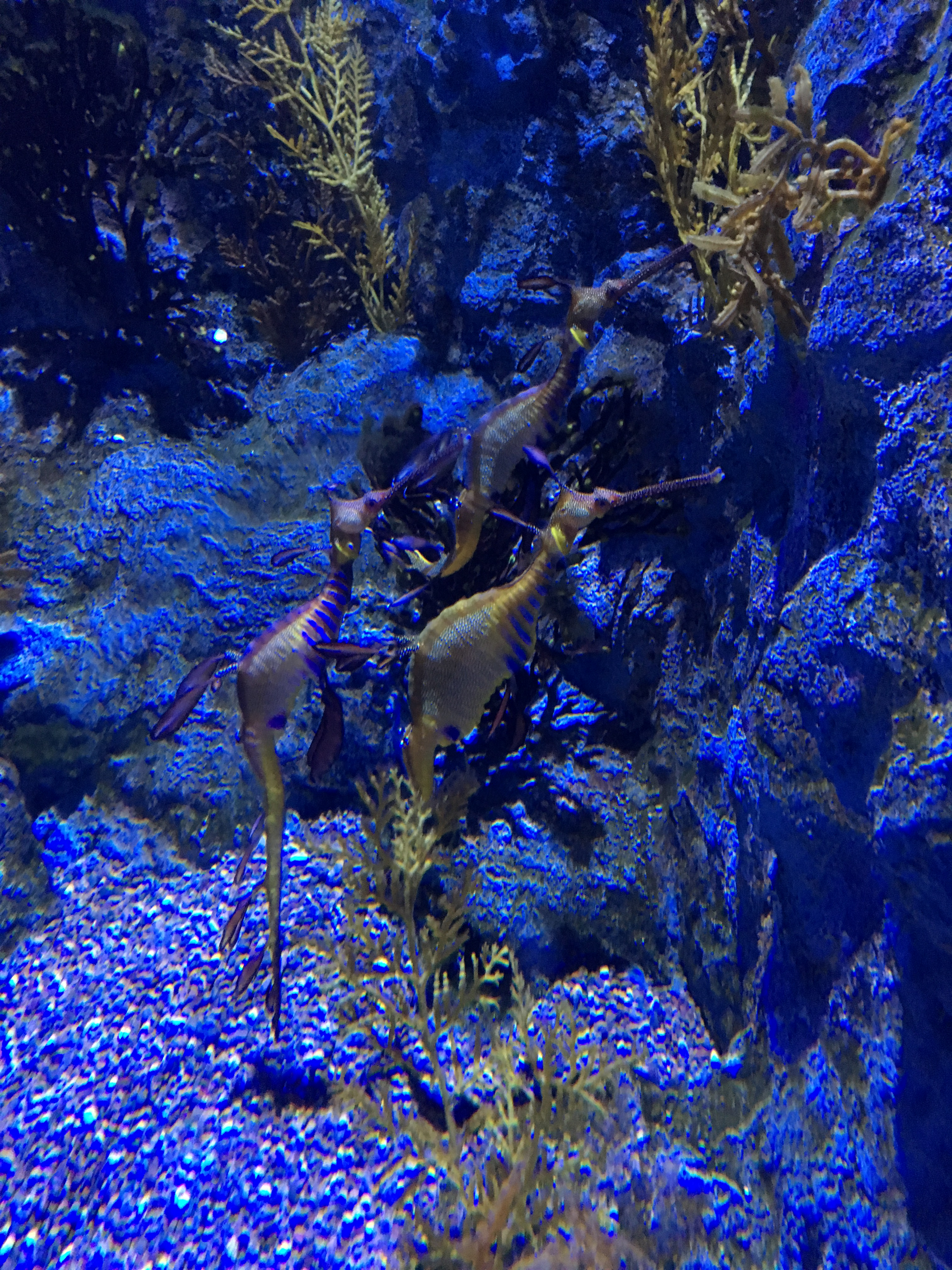
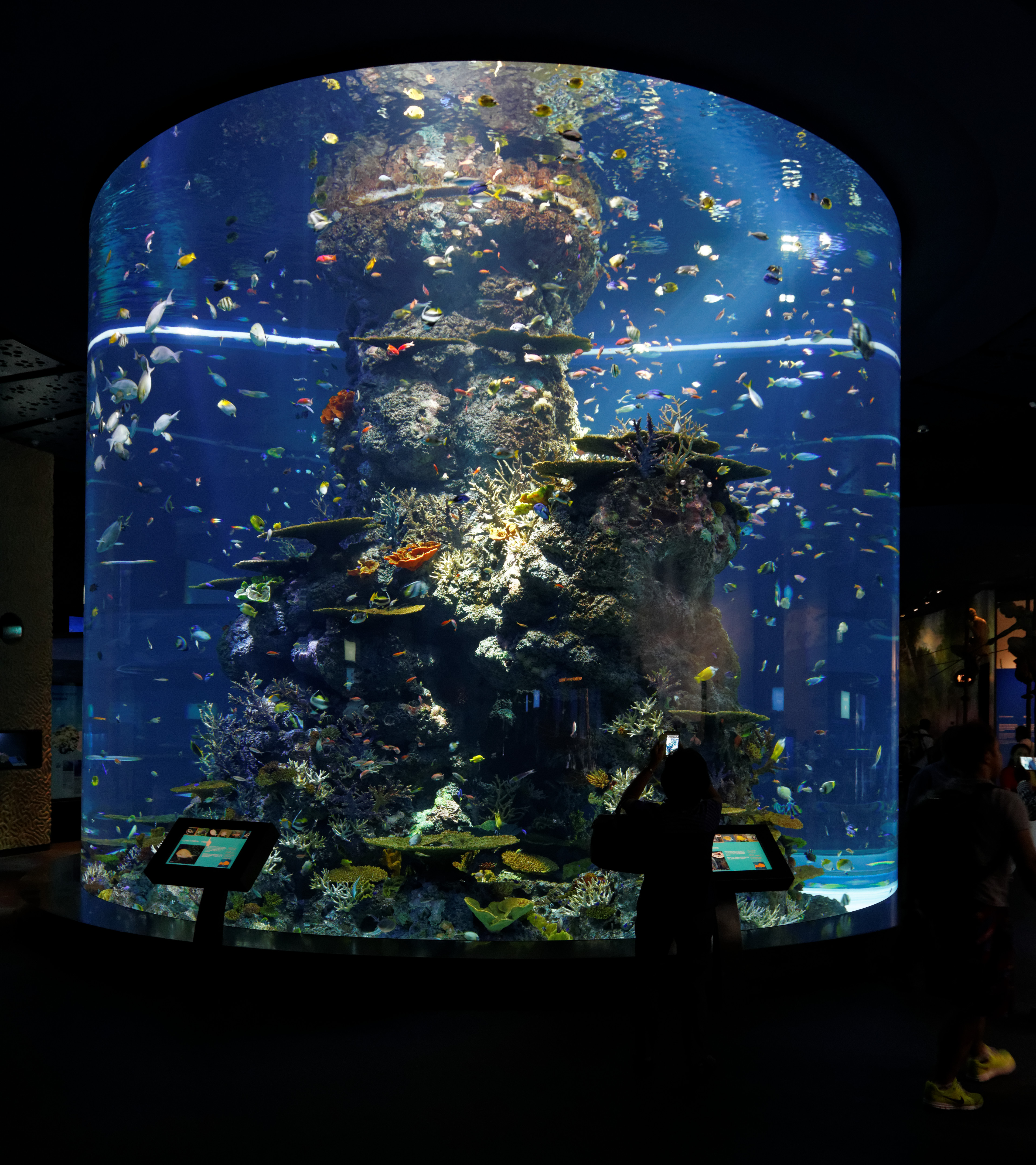
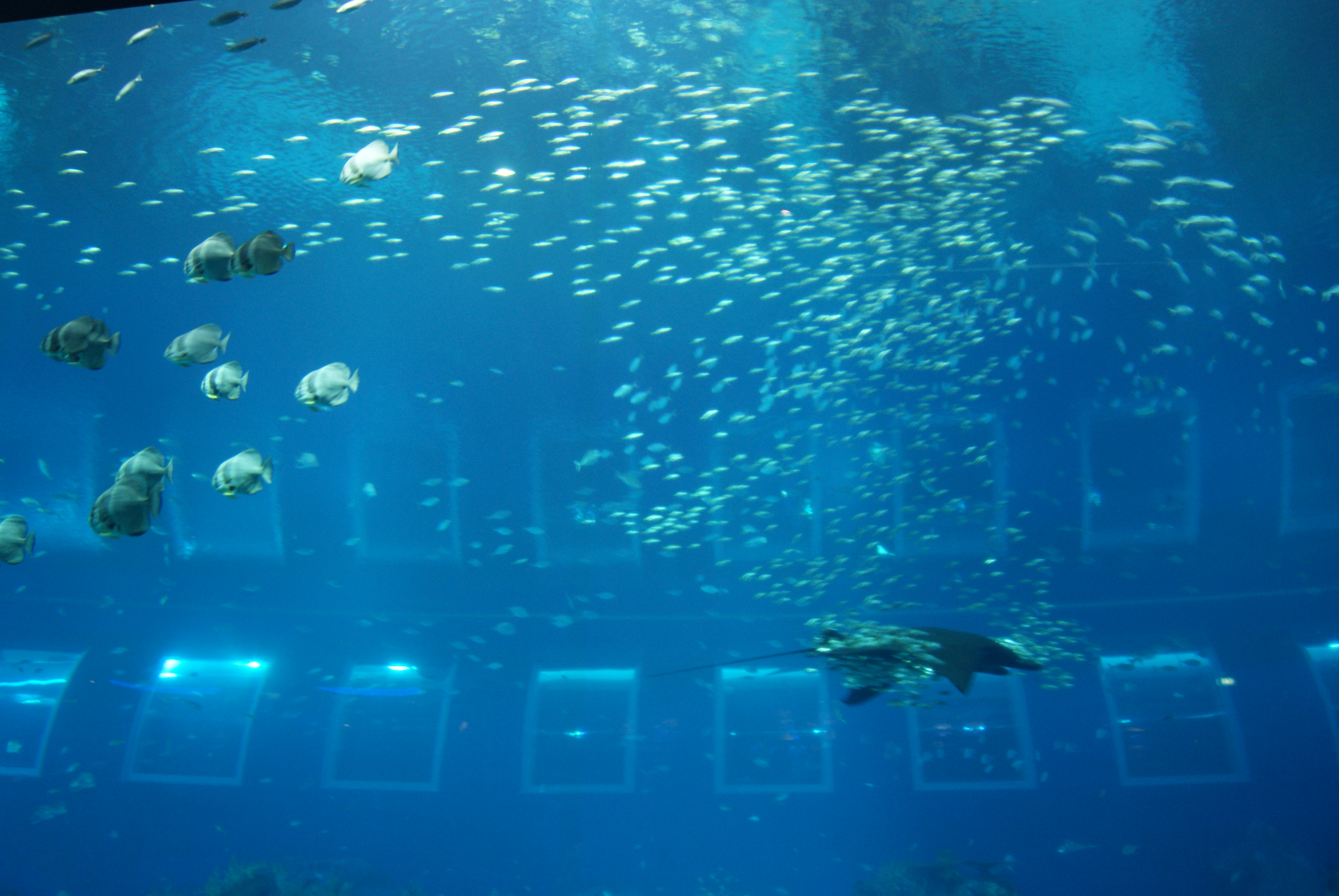
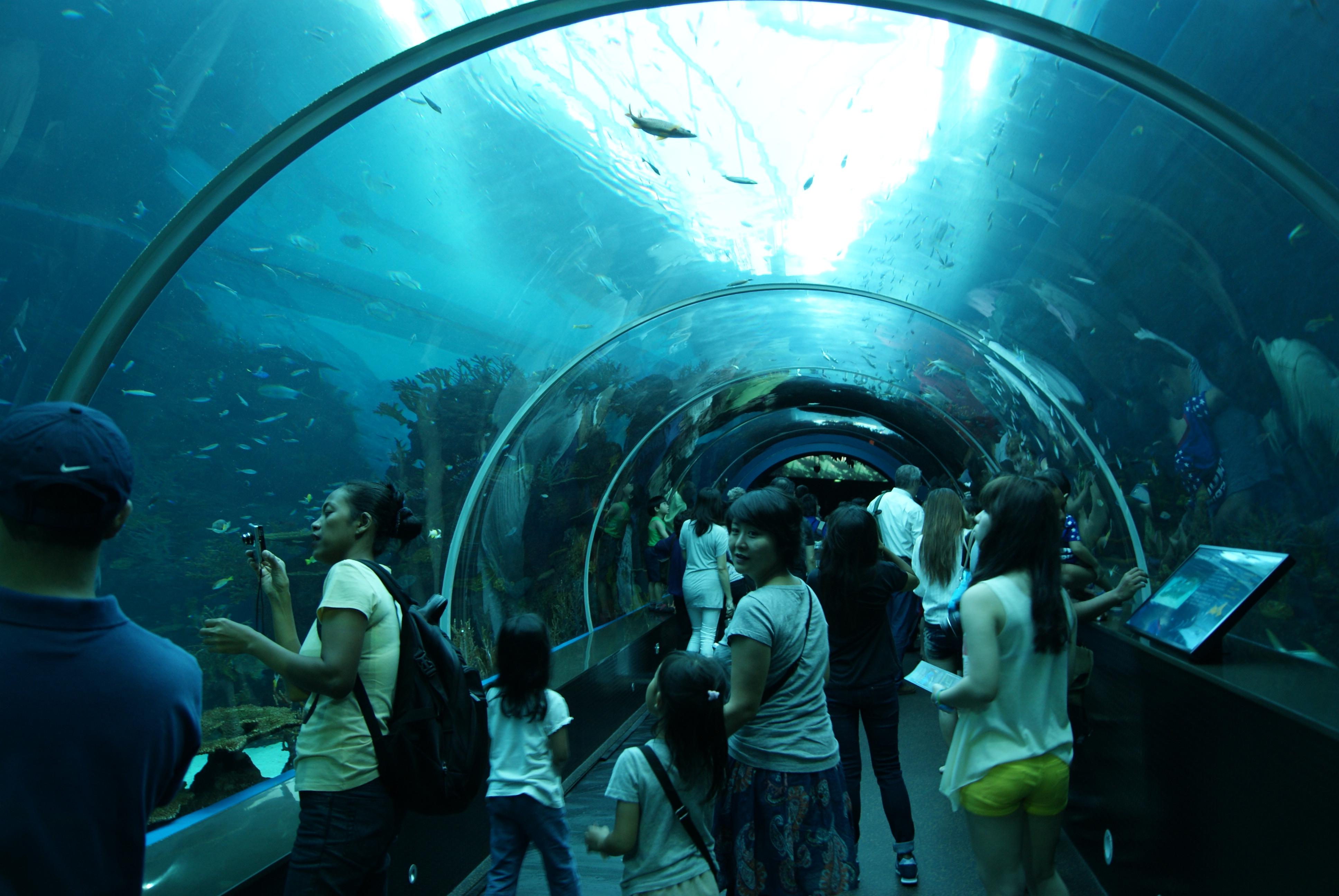
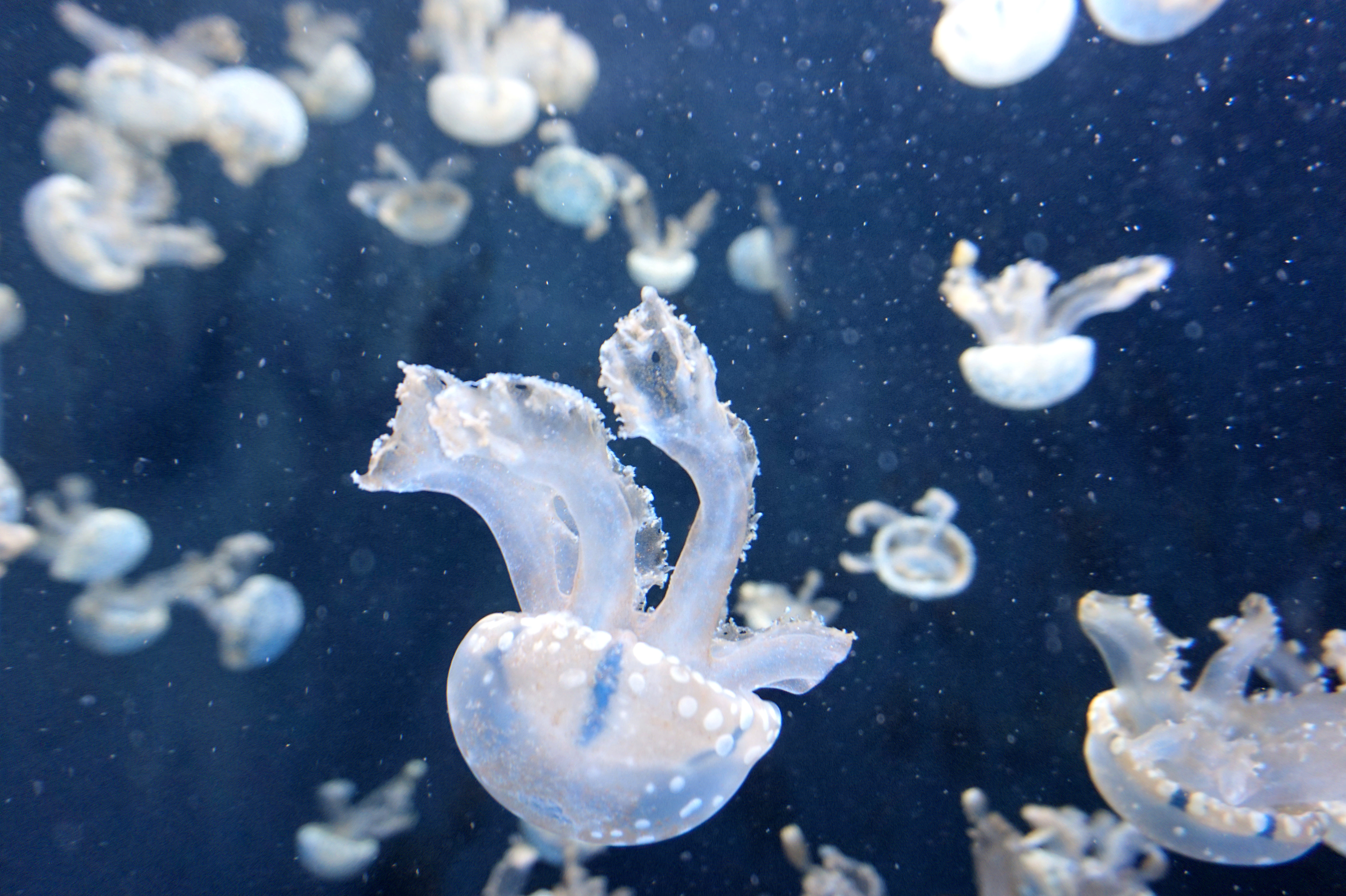
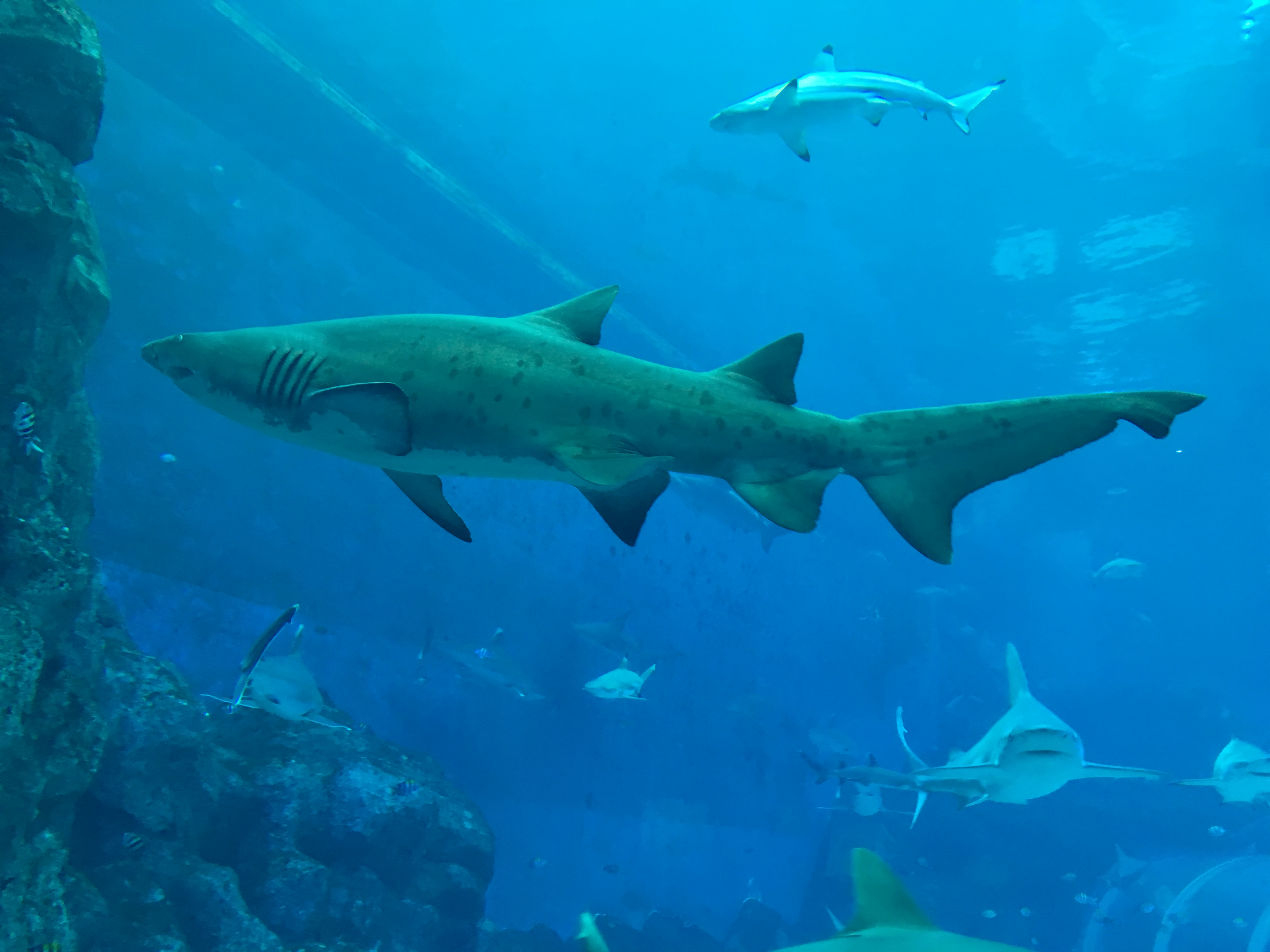